# 丹後王国論
丹後王国論（たんごおうこく ろん）は、日本古代史が専門の歴史学者・門脇禎二が提唱した古代王国説。古墳時代に丹後地方（今日の京都府京丹後市辺り）を中心に栄え、ヤマト王権や吉備国などと並ぶ独立性があったと考えられる勢力を丹後王国（たんご おうこく）と呼んだもの。ただし丹後国は和銅6年（713年）に丹波国の北部5郡を割いて分国したものであることから、これを丹波王国（たんば おうこく）と呼ぶこともある。
門脇は、丹後王国は4世紀中頃ないし4世紀末頃から5世紀にかけてが最盛期で、6世紀中頃にヤマト王権による出雲征討に伴いヤマト王権の支配下に入っていったと推定している。

## 背景
丹後地方には網野銚子山古墳・神明山古墳・蛭子山古墳などの大型古墳が集中している。この事実に加え、近年の発掘調査などから、この地方には古代に独立した勢力が存在していたと考えられるようになってきた。